# Thế kỷ 18
Thế kỷ 18 (tức thế kỷ XVIII) là khoảng thời gian tính từ thời điểm năm 1701 đến hết năm 1800, nghĩa là bằng 100 năm, trong lịch Gregory. Ở châu Âu, xảy ra sự ra đời của Thời kỳ Khai Sáng và Cách mạng Công nghiệp. Ở Đông Nam Á, thời kỳ này đã trải qua những biến động lớn của Chiến tranh Ayutthaya – Myanma và cuộc nổi dậy Tây Sơn.

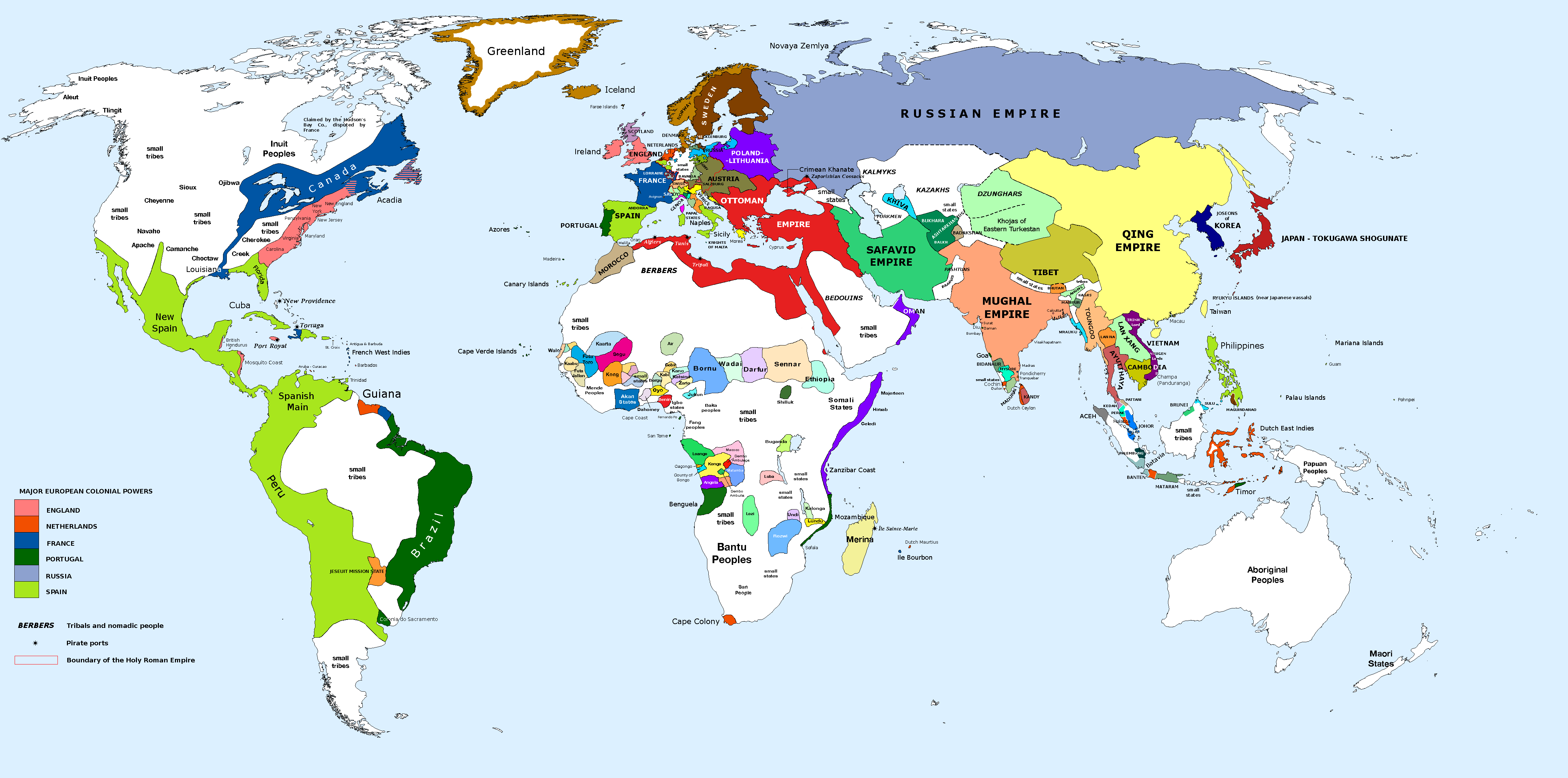
Lãnh thổ của các nước vào năm 1700

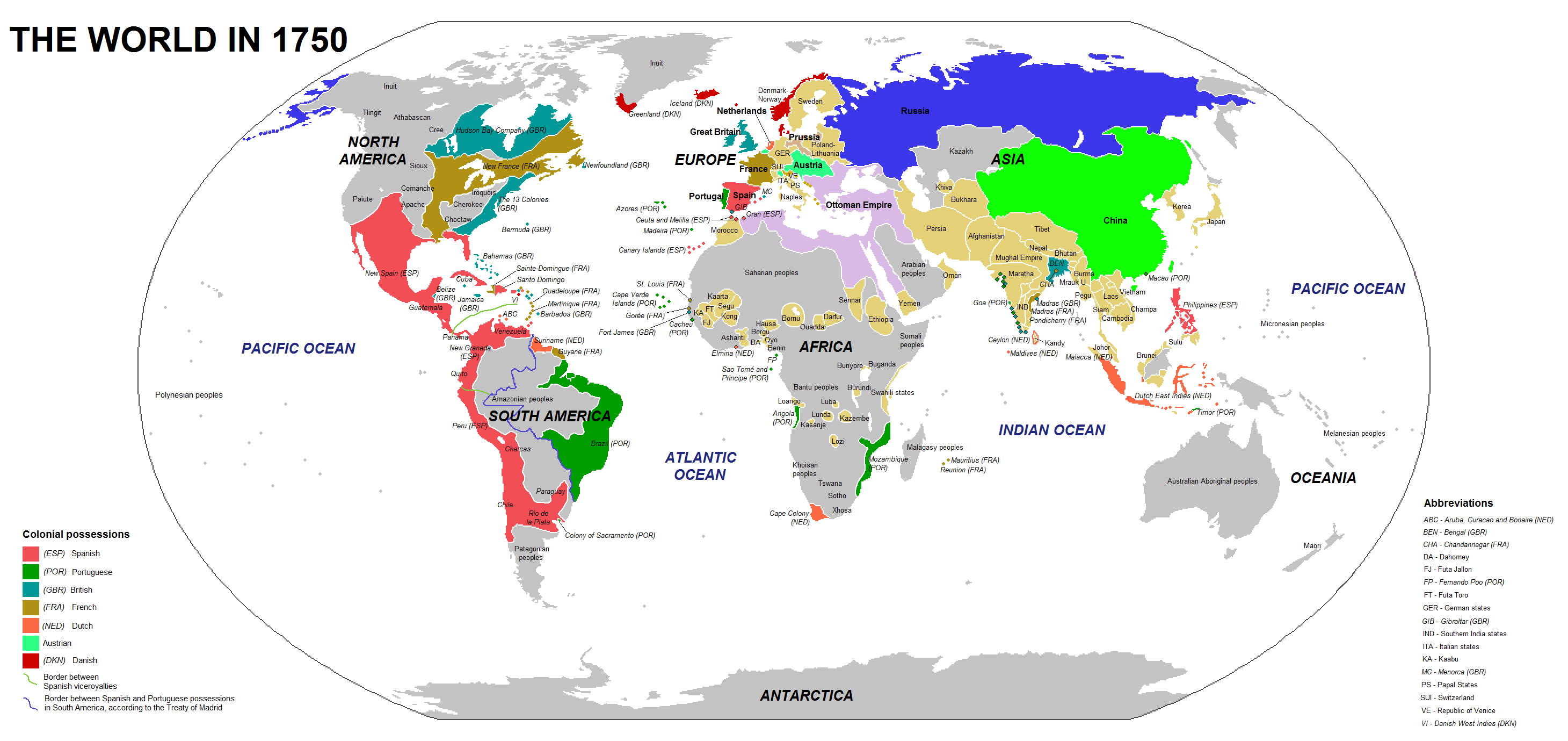
Lãnh thổ của các nước vào năm 1750

## Sự kiện

### Năm 1701–1750
- 1700–1721: Đại chiến Bắc Âu giữa Sa quốc Nga và Thụy Điển.
- 1701:
  - Vương quốc Phổ được tuyên bố dưới thời vua Friedrich I.
  - Trận Feyiase đánh dấu sự trỗi dậy của Đế chế Ashanti.
  - Chiến tranh Kế vị Tây Ban Nha diễn ra (1701–1714).[1]
- 1702–1715: Cuộc nổi dậy của Camisard ở Pháp.
- 1703:
  - Sankt-Peterburg được thành lập bởi Pyotr I của Nga; nó là thủ đô của Đế quốc Nga cho đến năm 1918.
  - Cuộc nổi dậy của người Rákóczi chống lại chế độ quân chủ Habsburg (1703–1711).
- 1704: Kết thúc thời kỳ Genroku của Nhật Bản thời Edo.
- 1707: Đạo luật Liên minh được thông qua, sáp nhập Nghị viện Scotland và Anh, từ đó thành lập Vương quốc Anh.[2]
- 1730–1760: Cuộc thức tỉnh vĩ đại đầu tiên diễn ra ở Vương quốc Anh và Bắc Mỹ.

### Năm 1751–1800
- 1756–1763: Chiến tranh Bảy Năm
- 1770–1771: Nạn đói ở Séc giết chết hàng trăm ngàn người.
- 1772–1795: Phân chia Ba Lan
- 1775–1783: Chiến tranh Cách mạng Mỹ
- 1789:
  - George Washington được bầu làm Tổng thống đầu tiên của Hoa Kỳ; ông phục vụ cho đến năm 1797.
  - Quang Trung đánh bại quân Thanh.
  - Cách mạng Pháp (1789–1799).

### Không rõ
- Chính quyền vua Lê-Chúa Trịnh ở Đàng Ngoài suy yếu dẫn đến các cuộc khởi nghĩa của nông dân.